# Jochen Sachse (Musiker)

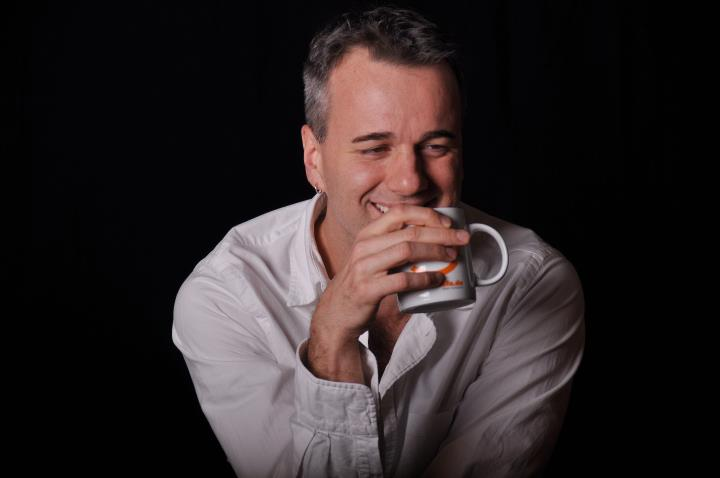
Jochen Sachse

Jochen Sachse (* 11. April 1967 in Bretten) ist ein deutscher Musikproduzent, Songwriter und Gitarrist.

## Leben und Wirken
Jochen Sachse ist bekannt für sein Studioprojekt INI, mit dem er  den Deutschen Rock und Pop Preis 2008 für das beste deutschsprachige Album (LICHT) gewann. Er arbeitet in den HOFA-Studios für Künstler, Produzenten und Projekte wie Deborah Sasson, Jack White, Sydney Youngblood, Anita Burck, Pink Cream 69, Silverwood, Bernd Clüver und Yakari. Des Weiteren hat er Akustikmodule und Audio-Plugins entwickelt und unterrichtet Tontechnik am HOFA-College.

## Diskografie
Alben
- 2008 INI – licht, HOFA
- 2013 INI – gespenst, HOFA

## Produktionen (Auswahl)
als Audio-Engineer, Mastering-Engineer oder Produzent
- 1992 The Formula – Blue
- 1994 Fertilizer – A Painting Of Annoyance
- 1996 Loaded – Turn Your Head And Cough
- 1996 Branded – Grow
- 1998 Headstone – Wings of Eternity
- 1998 Loaded – More Midnights Than Mornings
- 1999 Headstone – PowerGames
- 2000 Edenbridge – Sunrise in Eden
- 2000 Pink Cream 69 – Sonic Dynamite
- 2000 Ngobo Ngobo – Daily Talk
- 2000 Hammerschmitt – Hammerschmitt
- 2001 Edenbridge – Arcana
- 2002 Majesty – Sword & Sorcery
- 2002 Majesty – Keep It True
- 2004 Loaded – Fearless Street
- 2006 Alias Eye – In Focus
- 2009 Loaded – Proper Villains
- 2011 Thomas Schwab – Hope (Christmas Moments)
- 2013 Thomas Schwab – Yakari (Musical)

## Pressestimmen
- „Bruchsal/Karlsdorf-Neuthard. Das beste deutschsprachige Nachwuchs-Album stammt aus der Region Bruchsal. Das Pop-Duo Ini aus Karlsdorf-Neuthard sicherte sich mit ihrem Erstlingswerk die begehrte Auszeichnung der renommierten Deutschen Popstiftung.“ (Badische Neueste Nachrichten Ausgabe 261)
- „Nach der eingehenden Bewertung von nahezu 800 eingesandten Bewerbungen, zeigte sich die Jury begeistert von INIs Musik, die aus der kreativen Zusammenarbeit des Produzenten und Songschreibers Jochen Sachse und der charismatischen Sängerin Stefany Camée entstanden ist, und nun in der Form des Konzept-Albums Licht präsentiert wird.“ (regioactive.de)
- „'Licht' orientiert sich stark am Sound der 80er Jahre und versucht, durch beständiges und mutiges Ausloten der Grenzen digitaler Möglichkeiten immer neue Klangräume zu erkunden.“ (Subway Magazin)

## Auszeichnungen
- Deutscher Rock & Pop Preis 2008: 1. Preis in der Kategorie „Bestes CD-Album, deutschsprachig“ für das Album „licht“ von INI[2]